# Св. св. Петър и Павел (православна църква в Енидже Вардар)
Вижте пояснителната страница за други значения на Свети апостоли Петър и Павел.
„Св. св. Петър и Павел“ (на гръцки: Ιερός ναός Αγίων Πέτρου και Παύλου) е православна църква в южномакедонския град Енидже Вардар (Яница), Гърция, част от Воденската, Пелска и Мъгленска епархия.

## Местоположение
Църквата е се намира в южната част на Кариотската махала.

## История
На мястото на църквата е имало медресе. През 30-те години на XX век медресето се използва като склад за гориво. През Втората световна война германците го ползват за затвор, а след това в него са настанени бедни семейства. През 50-те години медресето, вече руина, е съборено. В 1962 година на негово място започва да се строи църква, осветена от митрополит Калиник Воденски на 1 октомври 1972 година.

## Описание
В архитектурно отношение е кръстокуполна базилика с размери 27 m дължина и 18 m ширина и 18 m височина на купола. Покривът е на четири води с керемиди. В северозападната част на храма има пристроена камбанария.
Стенописите са дело на Ставрос Госпудинис, а повечето преносими икони на Димитриос Рицос. Иконостасът е резбован.